# زجاجيات الأعين
زجاجيات الأعين (الاسم العلمي: Hyalomminae) هي أسرة من العنكبوتيات تتبع فصيلة اللبوديات الصلبة من رتبة لبوديات الشكل.

## أجناس زجاجيات الأعين
- زجاجي العين